# Storenosoma terraneum
Storenosoma terraneum är en spindelart som beskrevs av Davies 1986. Storenosoma terraneum ingår i släktet Storenosoma och familjen mörkerspindlar.
Artens utbredningsområde är Queensland. Inga underarter finns listade i Catalogue of Life.